# 'need love
『'need love』（ニード・ラブ）は、DEENの通算5作目のアルバム。

## 概要
- 共作による最後の宇津本直紀作曲の曲が収録されている。
- DEEN初のセルフプロデュースによるアルバム。

## 楽曲について
1. Power of Love
2. MY LOVE
3. すてちまえ!
4. JUST ONE -Break 4 Style-

| 全作詞: 池森秀一、全編曲: DEEN（#7、#11、編曲: DEEN & 池田大介）。 |                                                              |           |                       |      |
| #                                                                  | タイトル                                                     | 作詞      | 作曲                  | 時間 |
| 1.                                                                 | 「Power of Love」                                            | 池森秀一  | DEEN                  | 4:08 |
| 2.                                                                 | 「Soul inspiration」                                         | 池森秀一  | 山根公路              | 3:42 |
| 3.                                                                 | 「MY LOVE」                                                  | 池森秀一  | 山根公路 & 宇津本直紀 | 4:11 |
| 4.                                                                 | 「風の中に…」                                                | 池森秀一  | 田川伸治              | 3:51 |
| 5.                                                                 | 「YOU GOTTA KICK」                                           | 池森秀一  | 山根公路 & 宇津本直紀 | 3:50 |
| 6.                                                                 | 「すてちまえ!」                                              | 池森秀一  | 田川伸治              | 4:01 |
| 7.                                                                 | 「Long Distance」                                            | 池森秀一  | 山根公路              | 5:12 |
| 8.                                                                 | 「愛があるから」                                             | 池森秀一  | 山根公路              | 4:06 |
| 9.                                                                 | 「ひとりぼっちのAnniversary」                                | 池森秀一  | 田川伸治              | 3:48 |
| 10.                                                                | 「起き上がれよBOY」                                          | 池森秀一  | 山根公路              | 4:09 |
| 11.                                                                | 「JUST ONE -Break 4 Style-」(ストリングスアレンジ: 池田大介) | 池森秀一  | 池森秀一              | 6:03 |
| 12.                                                                | 「蒼い戦士たち」                                             | 池森秀一  | 田川伸治              | 3:52 |
| 合計時間:                                                          | 合計時間:                                                    | 合計時間: | 50:53                 |      |

## 参加ミュージシャン
DEEN
- 池森秀一 - ボーカル
- 山根公路 - キーボード
- 田川伸治 - ギター

### サポート
- 宇津本直紀 -ドラム
- 藤沼啓二 - ドラム
- 宮野和也 - ベース 他

## タイアップ
- 蒼い戦士たち - NTT DoCoMo 四国　CM (四国限定)